# Winselerhof

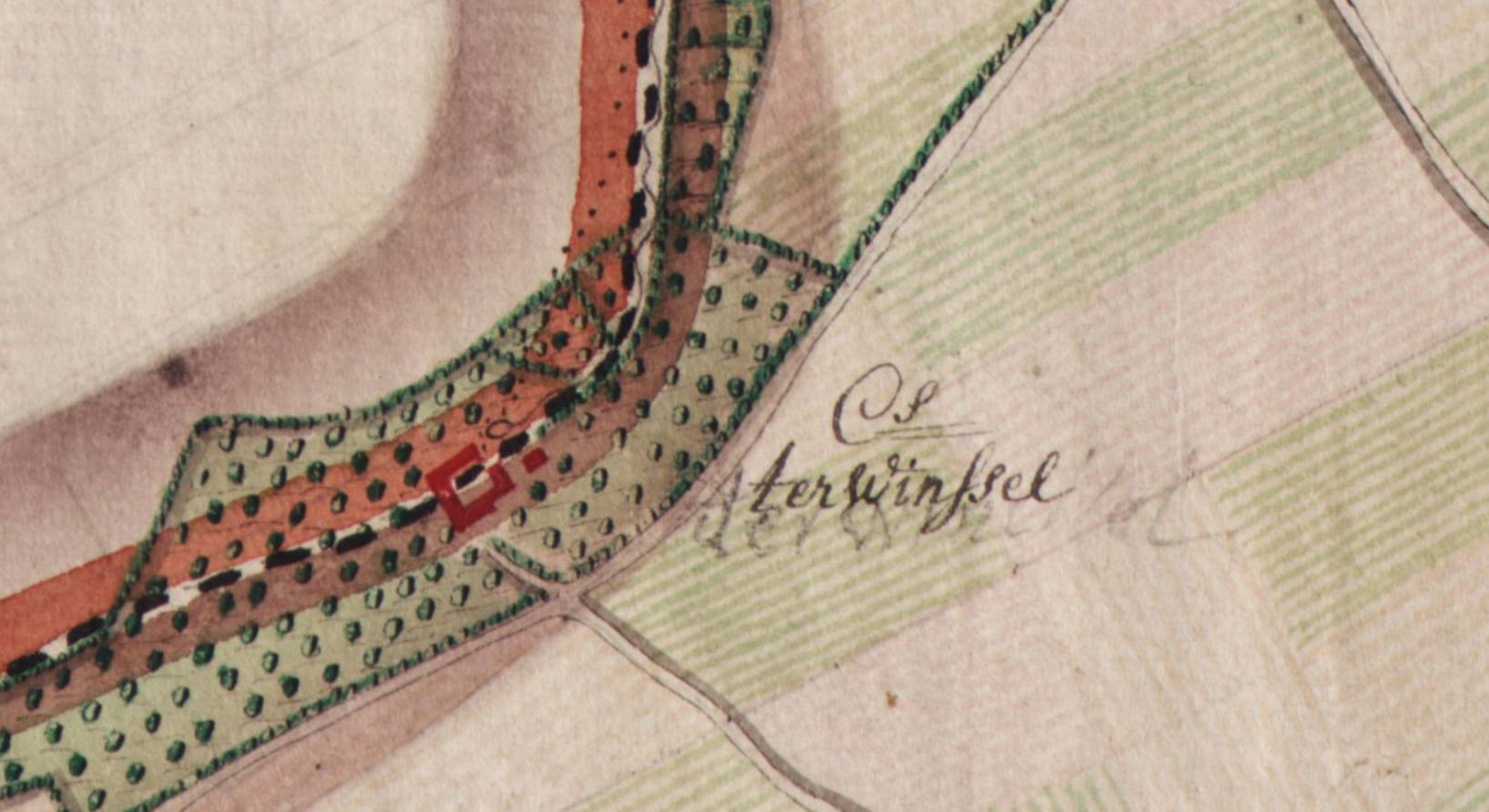
Winselerhof op de Ferrariskaart

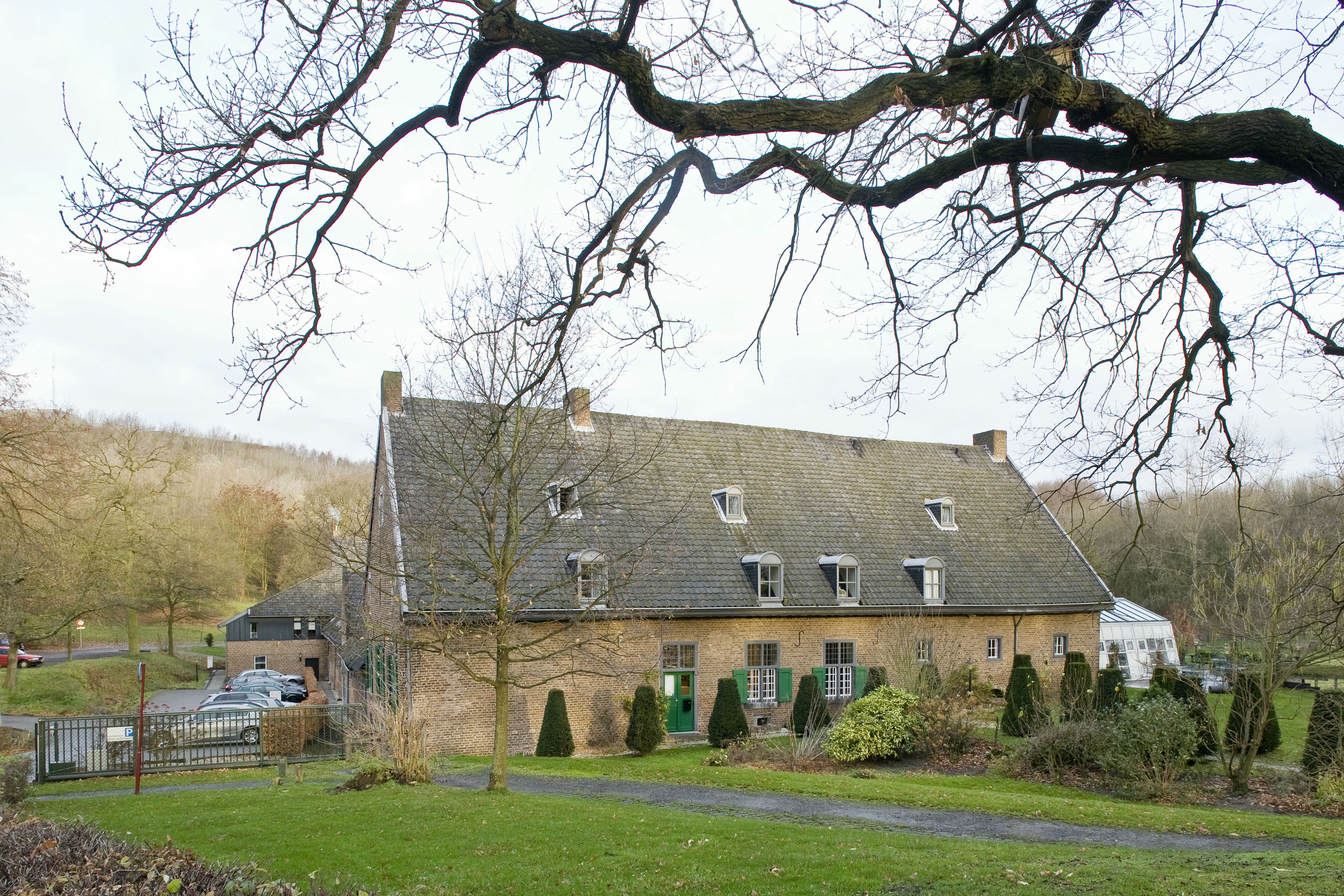
De Winselerhof vanuit het zuiden bezien

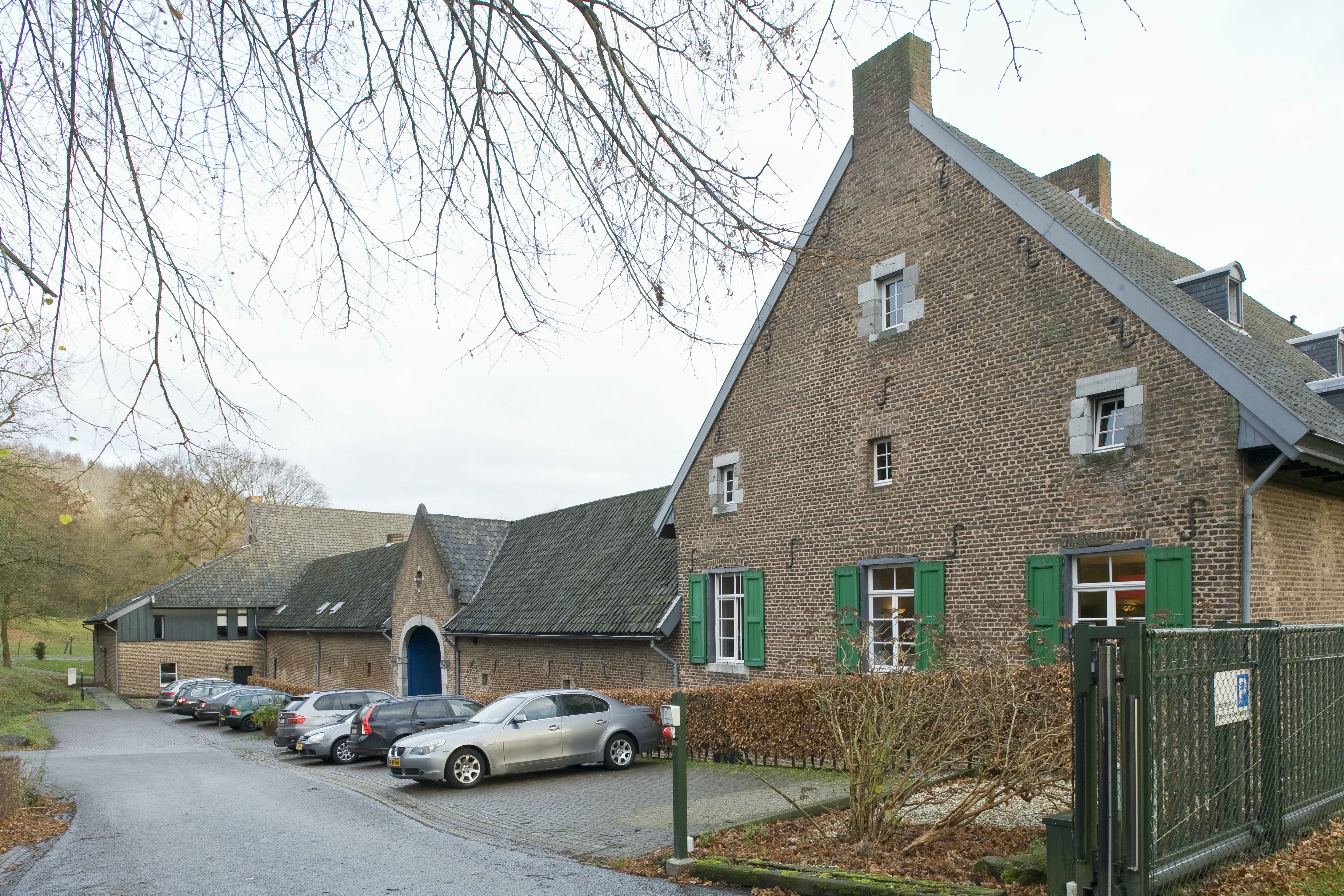
De westgevel

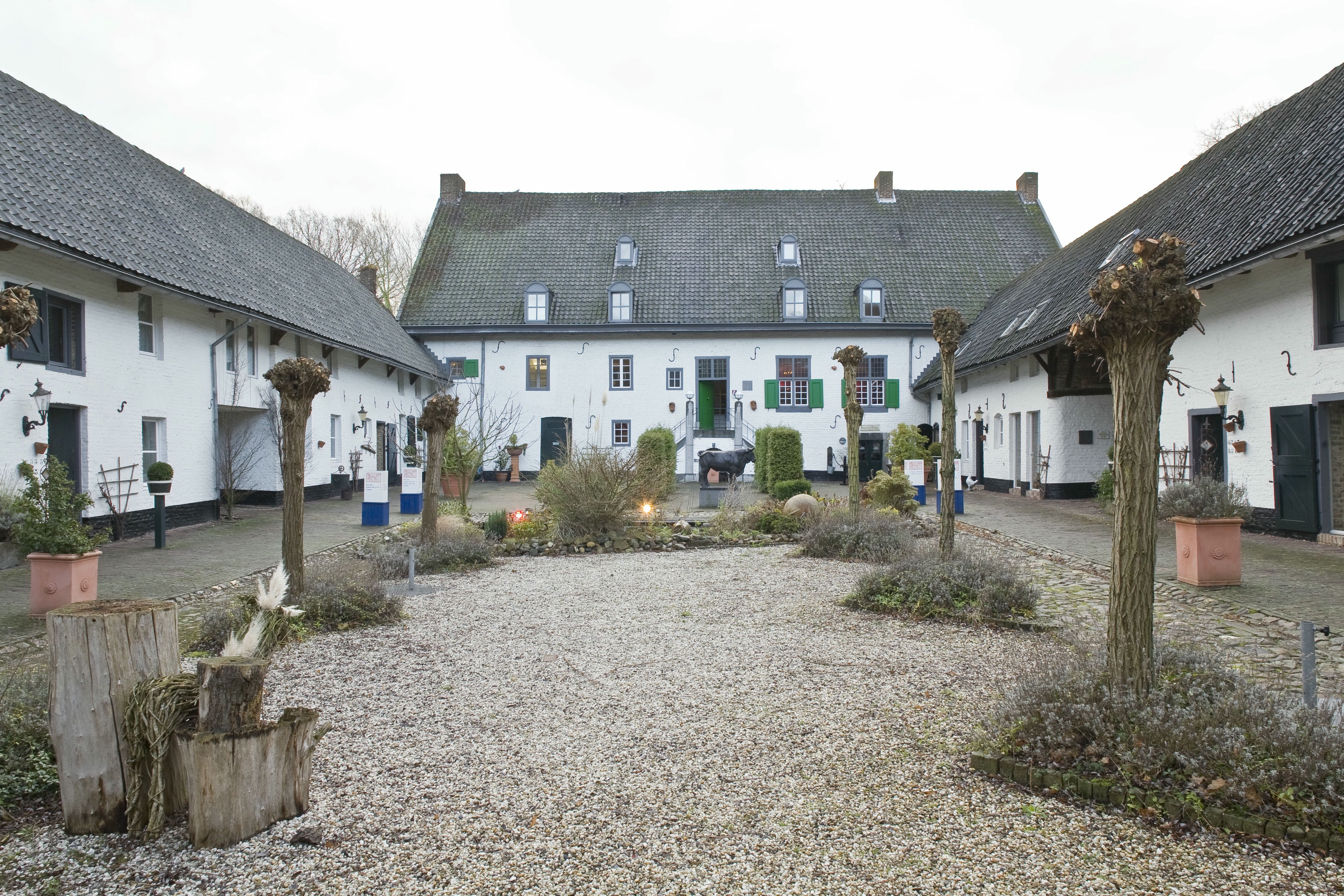
De binnenplaats met zicht op het zuidelijke bouwdeel

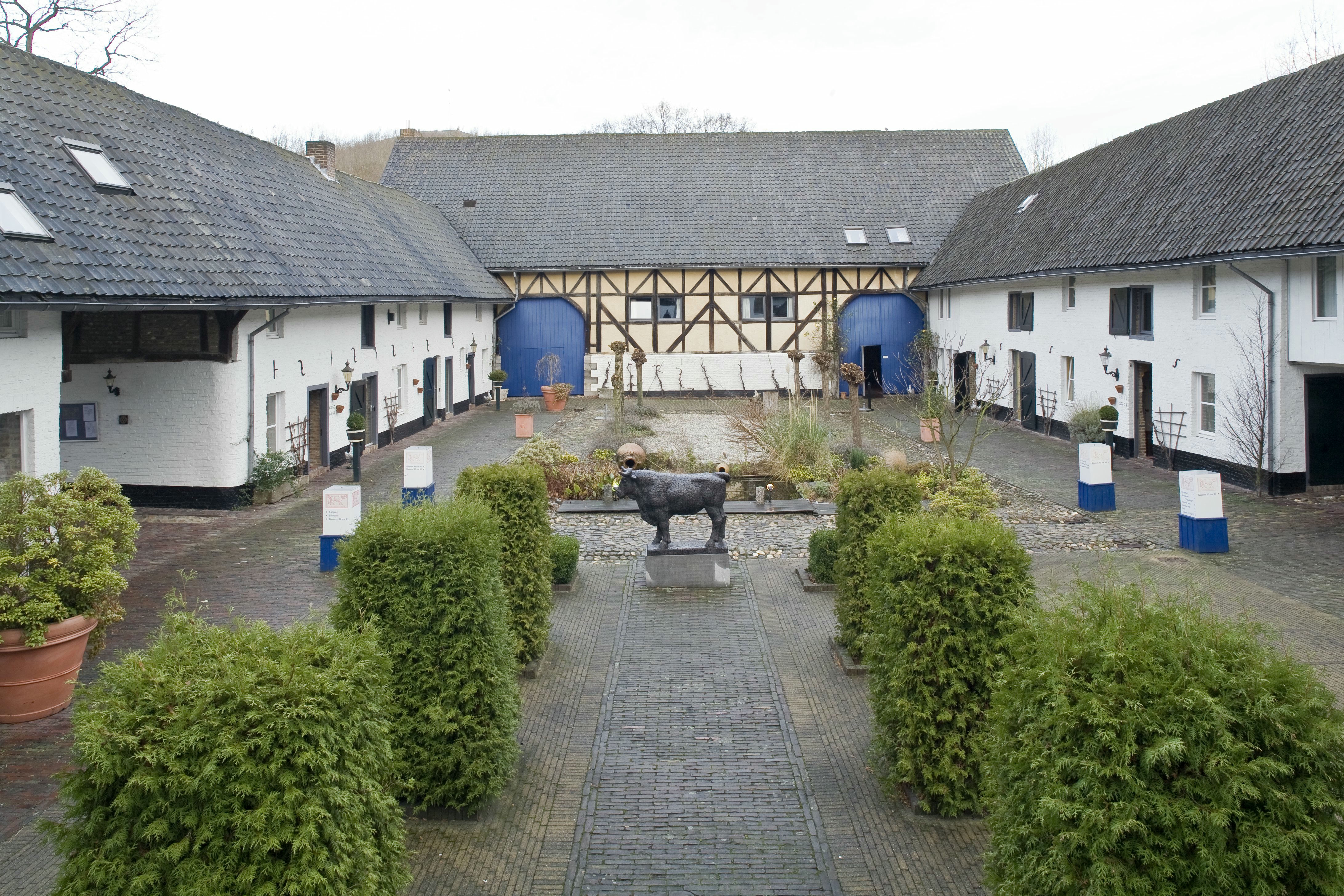
De binnenplaats met zicht op het noordelijke bouwdeel

De Winselerhof of Terwinselerhof is een oude hoeve bij Schaesberg in Park Gravenrode in de Nederlandse gemeente Landgraaf aan de Tunnelweg 99. De hoeve ligt aan het (zuidelijke) begin van het Strijthagerbeekdal en ten noorden van de hoeve ontspringt de Strijthagerbeek. Ten noordwesten van de hoeve ligt de Wilhelminaberg. Op ongeveer 800 meter naar het noorden bevindt zich de hoeve Overstehof. 

## Geschiedenis
Rond 1155 werd de hoeve reeds genoemd als de hoeve Winzeler, een naam die vermoedelijk afkomstig is van Winzer, Duits voor wijnbouwer. In de buurt van de hoeve werden er vroeger dan ook druiven geteeld.
Sinds de 12e eeuw werd de hoeve aangeduid met Weselen, Wientzelen, Wentzelerhoff, de hoeve Winzeler en de Ter Winselerhof.
In 1777 werd de hoeve ingetekend op de Ferrariskaart.
Na 1943 had de hoeve erg te lijden door grondverzakkingen als gevolg van de mijnbouw, waardoor in 1981 een schuur deels instortte.
In januari 1967 werd de hoeve ingeschreven in het rijksmonumentenregister.
In 1985 werd de hoeve van de gemeente overgenomen door Camille Oostwegel die de hoeve liet restaureren en herinrichten tot hotel met restaurant.

## Bouwwerk
De Winselerhof is een bakstenen vierkantshoeve waarvan de verschillende bouwdelen zijn opgetrokken rond een rechthoekige gesloten binnenplaats. De hoeve bestaat uit een woonhuis met verschillende stallen. Op de binnenplaats zijn de gevels wit geschilderd. De noordelijke gevel van de binnenplaats is opgetrokken in vakwerk. Elders is de hoeve opgetrokken in veldbrandsteen.